# Right Track Recording
Right Track Recording — американська студія звукозапису, розташована в Нью-Йорку, заснована 1976 року.

## Історія
Нью-йоркська студія Right Track Recording заснована лондонським музикантом Саймоном Ендрюсом. 1969 року Ендрюс переїхав з Лондона в Нью-Йорк та працював маркетинговим директором в компанії дизайнерки Мері Квант. Після занепаду косметичного бізнесу, на початку 1970-х років Ендрюс був менеджером декількох музичних гуртів, але швидко зрозумів, що це не його справа. Натомість він з'ясував, що звичайному музикантові на Мангеттені важко знайти якісну студію звукозапису, тому вирішив заснувати власну студію. 1976 року він започаткував студію Right Track Recording, яка тоді знаходилася на 24-й Стріт. За три роки йому запропонували приміщення біля площі Таймс-Сквер, де раніше знаходився оперний театр, загальною площею понад 500 м2, і він переїхав туди — на 48-му Стріт.
За звукоінженерне обладнання в студії відповідав Френк Філіпетті. 1982 року в ній було встановлено один з перших в місті мікшерних пультів SSL, а наступного року — ще один, який знаходився в додатково придбаній кімнаті. В середині 1980-х років Right Track Recording стала однією з провідних студій міста, в якій записувалися провідні американські зірки. 1995 року в студії з'явилася повністю цифрова консоль AMS Neve Capricorn — вперше в Нью-Йорку, а 1997 року — аналоговий мікшерний пульт AMS Neve VX. 2001 року Френк Філіпетті, який до цього працював з Саймоном Ендрюсом як незалежний продюсер та звукорежисер, став співвласником Right Track Studio.
2005 року Саймон Ендрюс домовився із власником студії Sound on Sound Дейвом Емленом про об'єднання їхніх компаній — так з'явилася оновлена студія Legacy Recording Studio. 2008 року партнерство було припинено, а 2009 року Амлен придбав приміщення для запису та зведення, та заснував компанію Manhattan Sound Recording (MSR). В середині 2010-х років на вулиці навколо приміщення розпочалося масштабне будівництво, шум від якого унеможливлював якісний запис, і 2016 року студію було закрито.